# Terje Thoen
Terje Thoen (ur. 23 kwietnia 1944 w Oslo, zm. 30 lipca 2008 tamże) – norweski hokeista.
Rozegrał 51 meczów w reprezentacji Norwegii. Dwukrotnie wystartował na igrzyskach olimpijskich: w 1968 i 1972. Zarówno w Grenoble, jak i w Sapporo wystąpił w pięciu meczach. W 1968 były to spotkania z Francją, Japonią, Austrią, Rumunią i Jugosławią, a w 1972 – starcia z Finlandią, Jugosławią, Niemcami Zachodnimi, Japonią (Thoen strzelił 1 gola w tym meczu) i Szwajcarią. W Grenoble Norwegia zajęła 11. miejsce, a w Sapporo była ósma.
W 1971 nagrodzony Gullpucken.
Reprezentował Isbjørnene Oslo i Hasle-Løren Idrettslag.